# First Rand Limited
First Rand Limited, también referido como First Rand Group o como FirstRand Bank, es una organización que proporciona servicios financieros en Sudáfrica. El grupo tiene su sede en Johannesburgo, Sudáfrica, con subsidiarias en cinco países vecinos del Sur de África, así como India. En 2010 FirstRand fue clasificado como número uno entre los cinco mayores grupos bancarios en Sudáfrica y del área subsahariana.

## Historia
El First Rand Group fue establecido en 1998, a partir de un negocio que se inició en la década de los setenta como un banco de inversión. En la actualidad, uno de sus tres fundadores sirve como director no ejecutivo del Grupo. El Grupo se formó con la fusión del First National Bank (Sudáfrica), Rand Merchant Bank y el Momentum Insurance & Asset Management. Está clasificado como "banco bajo control local" por el Banco Central Sudafricano (South African Reserve Bank), el regulador bancario nacional. El Grupo tiene subsidiarias en Sudáfrica y en los países vecinos de Botsuana, Mozambique, Namibia, Lesoto y Zambia. First Rand también tiene intereses en Australia e India. El Grupo ha expresado su interés en expandir sus operaciones a Angola, Nigeria y Tanzania.

## Compañías miembros del Grupo
Las compañías que constituyen First Rand Limited y por tanto son miembros del Grupo son las siguientes, (no se incluyen todas):
- FirstRand Bank 
  - First National Bank (Sudáfrica)
    - First National Bank (Botsuana)
    - First National Bank (Lesoto)
    - First National Bank (Mozambique)
    - First National Bank (Namibia)
    - First National Bank (Zambia)
    - First National Bank (India)[11]

  - Celpay - Compañía de software de banca por telefonía móvil que provee servicios en Zambia[12]
  - Contract Lease Management Limited
  - Thaba Ekgolo (Pty) Limited
  - Meletse Golf Estate (Pty) Limited
  - Monteriva Investments 17 (Pty) Limited
  - WesBank
- FirstRand Finance Company Limited
- Monument Insurance & Asset Management Limited[13]
  - Outsurance Limited
- Rand Merchant Bank
  - RMB Asset Management
  - RMB Westport
  - RMB Fixed Income, Currency and Commodities (FICC)
  - RMB Private Bank
  - RMB Corporate Finance (Pty) Limited
  - Youi en Australia[14]

## Accionariado
Las acciones de First Rand Limited son listadas en la bolsa de Johannesburgo (JSE), donde son negociadas con el código FSR. Los mayores accionistas del Grupo se muestran en la tabla inferior: